# Makaha Surf
Makaha Surf ou Makaha au Québec (Beyond the Break) est une série télévisée américaine en 34 épisodes de 22 minutes, créée par David Brookwell et Michael Jacobs et diffusée entre le 2 juin 2006 et le 25 juin 2009 sur The N.
Au Québec, la série a été diffusée à partir du 5 septembre 2006 sur VRAK.TV, en France à partir du 2 janvier 2008 sur Fun TV puis du 29 août 2011 au 4 octobre 2011 sur M6 et dès le 19 février 2013 sur France Ô et en Belgique sur Club RTL.

## Synopsis
Lacey Farmer fuit ses problèmes familiaux pour partir à Hawaii afin de faire partie de l'équipe de surf WaveSync. Dès son arrivée, elle devient amie avec Kai Kealona et les deux autres filles faisant partie du WaveSync, Birdie Scott et Dawn Preston. Au lycée, Lacey fait la rencontre du beau Vin Keahi, l'ami d'enfance de Kai. Kai est folle amoureuse de Vin depuis toujours et le considère comme l'amour de sa vie. Lacey va donc essayer de résister aux avances et déclarations de Vin pour maintenir sa grande amitié avec Kai. Entre le surf, les problèmes familiaux, les peines de cœur et les amitiés mises en péril, cette saison va être mouvementée…

## Distribution

### Acteurs principaux
- Suzie Pollard (VF : Sandrine Cohen) : Dawn Preston
- Tiffany Hines (VF : Laëtitia Lefebvre) : Birdie Scott
- Sonya Balmores (en) (VF : Audrey Sablé) : Kai Kealoha
- Natalie Ramsey (en) (VF : Annabelle Roux) : Lacey Farmer
- Jason Tam (en) (VF : Hervé Grull) : Kurt « Shoe » Shoemaker
- Ross Thomas (VF : Pascal Grull) : Bailey Reese
- David Chokachi (VF : David Krüger) : Justin Healy

### Acteurs secondaires
- Michael Copon (VF : Jérémy Bardeau) : Vin Keahi
- Marcus Patrick (en) (VF : Nessym Guetat) : Marcus Watson
- Olivia Munn (VF : Ariane Aggiage) : Mily Acuna
- Daphne Pea (VF : Ilana Castro) : Lani Acuna
- Jim Horigan (VF : Stéphane Bazin) : Dale Martin
- Jesse Williams (VF : Geoffrey Vigier) : Eric Medina
- Nick Spano (VF : Stéphane Pouplard) : Ray Wachowski
- Kate French (VF : Léa Gabriele) : Riley Westlake

 Source et légende : version française (VF) sur RS Doublage

## Épisodes
En version française, les épisodes de 22 minutes sont rassemblés pour en faire des épisodes de 42 minutes. La série comporte alors 17 épisodes contre 34 épisodes aux États-Unis.
Certains épisodes ont bénéficié d'un autre titre français lors de leur diffusion au Québec. Il est indiqué en second le cas échéant.

### Première saison (2006)
1. Bienvenue à Hawaii / Entrez dans la vague (Charging It 1/2 et 2/2)
2. Que la meilleure gagne / Le cœur au ventre (Sleeping with the Enemy et The First Test)
3. Sexe, mensonge et vidéo / Les grands moyens (Wing Chicks et Party Wave)
4. Le salaire de la peur / Une claque ou une poignée dans le dos? (Vin, Lose or Draw et The Big Hit)
5. Premier rendez-vous / On s'aime un peu, beaucoup, pas du tout (No Guts, No Glory et Bird and the Bees)

### Deuxième saison (2007)
1. Un choix difficile / Des effets saisissant (Ocean's Eleven et The Sweaty Party)
2. Une place à prendre / Va-et-vient (What Are You Doing Here? et Fiji Open)
3. Sur un coup de tête / Entrer dans la vague, plus qu'un jeu (Running Scared et Waving Goodbye)
4. L'erreur est humaine / L'heure des choix (Walking the Plankton et Out of Sync)
5. Ce n'est qu'un au revoir / La fin justifie les moyens (One Good Ride et Beyond the Break)

### Troisième saison (2009)
1. L'union fait la force (To Tell the Truth et The Money)
2. Faux pas (White Lies et Blame It on the Wayne)
3. Au creux de la vague (A Shoulder to Spy On et House of Cards)
4. Petite fête entre amis (Lost and Found et One "Elle" of a Party)
5. Les rescapés (Cast Away et Bailed)
6. Rivalités (All Riled Up et Would I Lie to You?)
7. En route pour la gloire (Worked et Wronged)